# AMD 29000

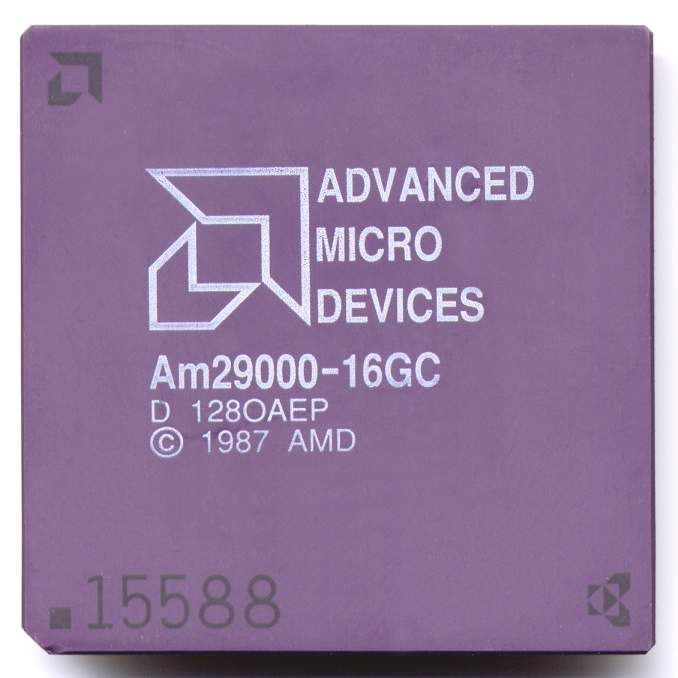
Procesor AMD 29000

AMD 29000, także 29k – seria popularnych mikroprocesorów i mikrokontrolerów o 32-bitowej architekturze RISC produkowanych przez firmę AMD. W swoim czasie były to najbardziej popularne chipy na rynku, szeroko używane przez wielu producentów drukarek laserowych. Pod koniec roku 1995 AMD zaprzestało produkcji 29k pomimo ich popularności, aby skoncentrować się na produkcji klonów x86. Doświadczenie zdobyte przy produkcji 29k, a także część pomysłów zostało użyte do zaprojektowania i wytwarzania AMD K5.
Rodzina 29000 bazowana jest na architekturze Berkley RISC podobnie jak procesory Sun SPARC i i960
Pierwsze modele 29000 produkowane w 1988 miały wbudowany MMU, ale obliczenia zmiennoprzecinkowe były domeną 29027 FPU. 29005 był okrojoną, niskobudżetową wersją. Dwa następne modele 29027 i 29035 miały odpowiednio 8k i 4k cache na instrukcje. Do 29040 dodano FPU i cache. Ostatni model ogólnego przeznaczenia 29050 zbudowany był na architekturze superskalarnej i mógł wykonać do czterech instrukcji w jednym cyklu zegara, posiadał funkcje wykonań spekulatywnych i wykonywania poza kolejnością (ang. out-of-order execution), a także znacznie szybszy FPU.
Jądro 29000 było wykorzystane w rodzinie mikrokontrolerów 29200 i 29205.
Kilka rozwiązań z 29050 zostało wykorzystanych przy projektowaniu serii procesorów K5. FPU był użyty całkowicie bez zmian, a reszta rdzenia została zmodyfikowana ze specjalnym mikrokodem umożliwiającym tłumaczenie instrukcji x86 na instrukcje "29k-podobne" w locie, co w rezultacie dało najszybszy chip x86 w swoim czasie.